# Don’t Start Now
A Don’t Start Now Dua Lipa angol énekesnő dala a 2020-as Future Nostalgia című második stúdióalbumáról. A dalszerzésben Lipa mellett Caroline Ailin, Emily Warren illetve a dal producere Ian Kirkpatrick vett részt. 2019. október 31-én jelent meg az album első kislemezeként digitális letöltés és streaming formában a Warner Records kiadó gondozásában. Műfaját tekintve egy nu-disco dal, melyre jellemző egy Bee Gees, Daft Punk és Two Door Cinema Club inspirálta funkos basszusvonal. Lipa a dalban ünnepli függetlenségét, korábbi szerelmének pedig azt üzeni, hogy felejtse el egykori kapcsolatukat.
A Don’t Start Now egyöntetűen pozitív fogadtatásban részesült, sok kritikus kiemelte, hogy jelentős fejlődés fedezhető fel benne Lipa hangzását és vokálját illetően. Dicsérték még azért is, hogy az 1980-as évek és a diszkó stílus hangzását választották a dalhoz, amivel sikerült kitűnnie az akkortájt megjelent többi popzenei kiadvány közül. A 63. Grammy-gálán három kategóriában is jelölték: az év felvétele, az év dala és a legjobb szóló popénekes teljesítményért. A dal a második helyig jutott a brit kislemezlistán és a Billboard Hot 100-on is; az Egyesült Államokban így sikerült felülmúlnia Lipának a New Rules című slágerét. Az Egyesült Királyságban a hatodik legtovább top 10-es dal lett a kislemezlista történetében, és rekordot döntött abban a tekintetben, hogy a legtovább első tíz között szereplő dal lett, mely sosem került a lista csúcsára.
Úgy tartják, hogy a Don’t Start Now lehetett a diszkó stílus feléledésének előfutára 2020-ban, mivel a downtempo, urban-stílusú zenék dominálták elsősorban a mainstream piacot. A dalhoz készült videóklipet Nabil Elderkin rendezte, és Brooklynban forgatták. A klipben Lipa egy zsúfolt szórakozóhelyen és egy álarcosbálban látható. A dal népszerűsítésére Lipa számos televíziós műsorban és díjátadón előadta a dalt, köztük a 2019-es MTV Europe Music Awardson, a 2019-es American Music Awardson és a 2019-es Mnet Asian Music Awardson is. A számhoz kiadott számos remix közül kiemelkedik az Live in L.A. Remix, mely egy 19 főből álló élő zenekarral készült, és Daniel Carberry rendezésében videóklipet is mutattak be hozzá.

## A kislemez dalai és formátumai
| 1. | Don’t Start Now | 3:03 |

| 1. | Don’t Start Now (Dom Dolla Remix) | 3:31 |

| 1. | Don’t Start Now (Dom Dolla Remix) (Extended) | 4:59 |

| 1. | Don’t Start Now (Purple Disco Machine Remix) | 3:37 |

| 1. | Don’t Start Now (Purple Disco Machine Remix) (Extended) | 6:06 |

| 1. | Don’t Start Now (Zach Witness Remix) (Malibu Mermaids Version) | 4:52 |

| 1. | Don’t Start Now (Zach Witness Remix) (Midnight Monsters Version) | 5:24 |
| 2. | Don’t Start Now (Zach Witness Remix) (Malibu Mermaids Version)   | 4:52 |

| 1. | Don’t Start Now (Kungs Remix) | 3:36 |

| 1. | Don’t Start Now (Dom Dolla Remix)                              | 3:30 |
| 2. | Don’t Start Now (Purple Disco Machine Remix)                   | 3:36 |
| 3. | Don’t Start Now (Zach Witness Remix) (Malibu Mermaids Version) | 4:52 |
| 4. | Don’t Start Now (Kungs Remix)                                  | 3:36 |
| 5. | Don’t Start Now (Pink Panda Remix)                             | 2:05 |
| 6. | Don’t Start Now                                                | 3:03 |

| 1. | Don’t Start Now (Dom Dolla Remix) (Extended)                     | 4:59 |
| 2. | Don’t Start Now (Purple Disco Machine Remix) (Extended)          | 6:06 |
| 3. | Don’t Start Now (Zach Witness Remix) (Midnight Monsters Version) | 5:24 |
| 4. | Don’t Start Now (Kungs Remix) (Extended)                         | 4:59 |
| 5. | Don’t Start Now (Pink Panda Remix) (Extended)                    | 3:31 |
| 6. | Don’t Start Now                                                  | 3:03 |

| 1. | Don’t Start Now (Regard Remix) | 3:08 |

| 1. | Don’t Start Now (Live in LA Remix) | 5:40 |

| 1. | Don’t Start Now (Kaytranada Remix) | 4:27 |

| 1. | Don’t Start Now (Yaeji Remix) | 4:17 |

## Slágerlistás szereplések
| Slágerlista (2019–2021)               | Legjobb helyezés |
| ------------------------------------- | ---------------- |
| Argentina (Argentina Hot 100)         | 12               |
| Ausztrália (ARIA)                     | 2                |
| Ausztria (Ö3 Austria Top 40)          | 6                |
| Belgium (Ultratop 50 Flanders)        | 2                |
| Belgium (Ultratop 50 Wallonia)        | 3                |
| Bolívia (Monitor Latino)              | 4                |
| Brazília (UBC)                        | 1                |
| Bulgária (PROPHON)                    | 3                |
| Kanada (Canadian Hot 100)             | 3                |
| Kanada AC (Billboard)                 | 1                |
| Kanada CHR/Top 40 (Billboard)         | 1                |
| Kanada Hot AC (Billboard)             | 2                |
| FÁK (Tophit)                          | 7                |
| Chile (Monitor Latino)                | 4                |
| Kolumbia (National-Report)            | 19               |
| Costa Rica (Monitor Latino)           | 15               |
| Horvátország (HRT)                    | 1                |
| Csehország (Rádio Top 100)            | 2                |
| Csehország (Singles Digitál Top 100)  | 4                |
| Dánia (Tracklisten Top 40)            | 4                |
| Dominikai Köztársaság (SODINPRO)      | 12               |
| Ecuador (National-Report)             | 1                |
| El Salvador (Monitor Latino)          | 4                |
| Észtország (Eesti Tipp-40)            | 4                |
| Európa (Euro Digital Songs)           | 2                |
| Finnország (Suomen virallinen lista)  | 13               |
| Franciaország (Single Top 100)        | 12               |
| Németország (Media Control Charts)    | 10               |
| Global 200 (Billboard)                | 34               |
| Görögország (IFPI)                    | 3                |
| Magyarország (Dance Top 40)           | 3                |
| Magyarország (Rádiós Top 40)          | 1                |
| Magyarország (Single Top 40)          | 2                |
| Magyarország (Stream Top 40)          | 2                |
| Izland (Plötutíðindi)                 | 2                |
| Írország (IRMA)                       | 1                |
| Izrael (Media Forest)                 | 1                |
| Olaszország (FIMI)                    | 11               |
| Japán (Billboard Japan Hot 100)       | 79               |
| Lettország (LAIPA)                    | 4                |
| Libanon (OLT20)                       | 7                |
| Litvánia (AGATA)                      | 2                |
| Malajzia (RIM)                        | 5                |
| Mexikó Airplay (Billboard)            | 2                |
| Mexikó Streaming (AMPROFON)           | 7                |
| Hollandia (Top 40)                    | 2                |
| Hollandia (Single Top 100)            | 5                |
| Új-Zéland (Recorded Music NZ)         | 3                |
| Norvégia (VG-lista)                   | 5                |
| Panama (Monitor Latino)               | 12               |
| Paraguay (Monitor Latino)             | 7                |
| Peru (Monitor Latino)                 | 6                |
| Lengyelország (Polish Airplay Top 20) | 4                |
| Portugália (AFP)                      | 3                |
| Románia (Airplay 100)                 | 8                |
| Skócia (Scottish Singles Top 40)      | 2                |
| Szerbia (Radiomonitor)                | 1                |
| Szingapúr (RIAS)                      | 1                |
| Szlovákia (Rádio Top 100)             | 3                |
| Szlovákia (Singles Digitál Top 100)   | 3                |
| Szlovénia (SloTop50)                  | 1                |
| Dél-Korea (Gaon)                      | 18               |
| Spanyolország (PROMUSICAE)            | 12               |
| Svédország (Sverigetopplistan)        | 12               |
| Svájc (Schweizer Hitparade)           | 7                |
| Egyesült Királyság (UK Singles Chart) | 2                |
| Uruguay (Monitor Latino)              | 7                |
| US Billboard Hot 100                  | 2                |
| US Adult Contemporary (Billboard)     | 5                |
| US Adult Top 40 (Billboard)           | 1                |
| US Dance/Mix Show Airplay (Billboard) | 1                |
| US Hot Dance Club Songs (Billboard)   | 1                |
| US Mainstream Top 40 (Billboard)      | 1                |
| US Rhythmic (Billboard)               | 31               |
| US Rolling Stone Top 100              | 3                |

| Slágerlista (2019)           | Helyezés |
| ---------------------------- | -------- |
| FÁK (Tophit)                 | 184      |
| Magyarország (Single Top 40) | 77       |
| Hollandia (Dutch Top 40)     | 68       |
| Portugália (AFP)             | 297      |
| Oroszország Airplay (Tophit) | 168      |

| Slágerlista (2020)                    | Helyezés |
| ------------------------------------- | -------- |
| Argentína Airplay (Monitor Latino)    | 10       |
| Ausztrália (ARIA)                     | 3        |
| Ausztria (Ö3 Austria Top 40)          | 17       |
| Belgium (Ultratop Flanders)           | 7        |
| Belgium (Ultratop Wallonia)           | 11       |
| Horvátország (ARC Top 40)             | 2        |
| Kanada (Canadian Hot 100)             | 3        |
| FÁK (Tophit)                          | 95       |
| Dánia (Tracklisten)                   | 15       |
| Franciaország (SNEP)                  | 36       |
| Németország (Official German Charts)  | 19       |
| Magyarország (Dance Top 40)           | 15       |
| Magyarország (Rádiós Top 40)          | 2        |
| Magyarország (Single Top 40)          | 17       |
| Izland (Plötutíðindi)                 | 7        |
| Írország (IRMA)                       | 6        |
| Olaszország (FIMI)                    | 41       |
| Hollandia (Dutch Top 40)              | 13       |
| Hollandia (Single Top 100)            | 12       |
| Új-Zéland (Recorded Music NZ)         | 4        |
| Norvégia (VG-lista)                   | 16       |
| Lengyelország (ZPAV)                  | 52       |
| Románia (Airplay 100)                 | 73       |
| Oroszország Airplay (Tophit)          | 106      |
| Dél-Korea (Gaon)                      | 33       |
| Spanyolország (PROMUSICAE)            | 38       |
| Svédország (Sverigetopplistan)        | 22       |
| Svájc (Schweizer Hitparade)           | 15       |
| Egyesült Királyság (OCC)              | 6        |
| US Billboard Hot 100                  | 4        |
| US Adult Contemporary (Billboard)     | 9        |
| US Adult Top 40 (Billboard)           | 3        |
| US Dance/Mix Show Airplay (Billboard) | 1        |
| US Mainstream Top 40 (Billboard)      | 4        |

## Minősítések
| Régió                                                            | Minősítés  | Eladott példányszám |
| ---------------------------------------------------------------- | ---------- | ------------------- |
| Ausztrália (ARIA)                                                | 4× platina | 280 000‡            |
| Ausztria (IFPI Austria)                                          | platina    | 30 000‡             |
| Belgium (BEA)                                                    | 2× platina | 80 000‡             |
| Brazília (Pro-Música Brasil)                                     | 3× gyémánt | 480 000‡            |
| Dánia (IFPI Denmark)                                             | platina    | 90 000‡             |
| Egyesült Államok (RIAA)                                          | 4× platina | 4 000 000‡          |
| Egyesült Királyság (BPI)                                         | 2× platina | 1 200 000‡          |
| Franciaország (SNEP)                                             | platina    | 200 000‡            |
| Kanada (Music Canada)                                            | 5× platina | 400 000‡            |
| Lengyelország (ZPAV)                                             | gyémánt    | 100 000‡            |
| Németország (BVMI)                                               | platina    | 400 000‡            |
| Norvégia (IFPI Norway)                                           | 2× platina | 120 000‡            |
| Olaszország (FIMI)                                               | 2× platina | 140 000‡            |
| Portugália (AFP)                                                 | 3× platina | 30 000‡             |
| Spanyolország (PROMUSICAE)                                       | 3× platina | 120 000‡            |
| Új-Zéland (RMNZ)                                                 | 3× platina | 90 000‡             |
| ‡ Eladási+streaming példányszámok kizárólag a minősítés alapján. |            |                     |

## Megjelenések
| Régió              | Dátum                | Formátum(ok)                 | Változat                     | Kiadó  | Forr.   |
| ------------------ | -------------------- | ---------------------------- | ---------------------------- | ------ | ------- |
| Világszerte        | 2019. október 31.    | Digitális letöltés streaming | Eredeti                      | Warner | [ 1 ]   |
| Ausztrália         | 2019. november 1.    | Poprádiós megjelenés         | Eredeti                      | Warner | [ 145 ] |
| Olaszország        | 2019. november 1.    | Poprádiós megjelenés         | Eredeti                      | Warner | [ 146 ] |
| Egyesült Királyság | 2019. november 1.    | Poprádiós megjelenés         | Eredeti                      | Warner | [ 147 ] |
| Egyesült Államok   | 2019. november 5.    | Poprádiós megjelenés         | Eredeti                      | Warner | [ 148 ] |
| Világszerte        | 2019. november 26.   | Digitális letöltés streaming | Dom Dolla Remixes            | Warner | [ 2 ]   |
| Világszerte        | 2019. december 6.    | Digitális letöltés streaming | Purple Disco Machine Remixes | Warner | [ 4 ]   |
| Világszerte        | 2019. december 6.    | Digitális letöltés streaming | Zach Witness Remixes         | Warner | [ 6 ]   |
| Világszerte        | 2019. december 18.   | Digitális letöltés streaming | Kungs Remix                  | Warner | [ 8 ]   |
| Világszerte        | 2020. január 10.     | Digitális letöltés streaming | Remix EP                     | Warner | [ 9 ]   |
| Világszerte        | 2020. január 24.     | Digitális letöltés streaming | Regard Remix                 | Warner | [ 11 ]  |
| Világszerte        | 2020. február 21.    | Digitális letöltés streaming | Live in LA Remix             | Warner | [ 12 ]  |
| Világszerte        | 2020. szeptember 11. | Digitális letöltés streaming | Kaytranada Remix             | Warner | [ 13 ]  |
| Világszerte        | 2020. szeptember 11. | Digitális letöltés streaming | Yaeji Remix                  | Warner | [ 14 ]  |

## Fordítás
- Ez a szócikk részben vagy egészben  a   Don't Start Now című angol Wikipédia-szócikk fordításán alapul.  Az eredeti cikk szerkesztőit annak laptörténete sorolja fel. Ez a jelzés csupán a megfogalmazás eredetét és a szerzői jogokat jelzi, nem szolgál a cikkben szereplő információk forrásmegjelöléseként.